# Rébénacq
Rébénacq is een gemeente in het Franse departement Pyrénées-Atlantiques (regio Nouvelle-Aquitaine) en telt 659 inwoners (2005). De plaats maakt deel uit van het arrondissement Oloron-Sainte-Marie.

## Geografie
De oppervlakte van Rébénacq bedraagt 10,5 km², de bevolkingsdichtheid is 62,8 inwoners per km².
De onderstaande kaart toont de ligging van Rébénacq met de belangrijkste infrastructuur en aangrenzende gemeenten.

## Demografie
Onderstaande figuur toont het verloop van het inwonertal (bron: INSEE-tellingen).